# 孫寵
孙宠（?—?），西汉长安县（治所在今陕西西安市西北）人。
孙宠早年以游说显名，汉成帝时做过汝南郡（治所在今河南上蔡县西南）太守，后来因事被免职。汉哀帝即位后，孙宠和正在伺机寻求政治发迹、与傅皇后父亲傅晏友善的息夫躬相结，他们乘汉哀帝患病与自然灾异之机，上书言事告发东平王，汉哀帝诛杀东平王刘云及王后、王后的舅舅伍宏。孙宠被擢升为南阳郡太守，封方阳侯。后来息夫躬被董贤说坏话，孙宠也因为贪酷被免官，贬谪合浦郡。